# 12″ морское орудие Mark IX
12-дюймовая морская пушка Mk IX — английское корабельное орудие калибра 12 дюймов (304,8 мм).

## История
Орудие было разработано в 1900 году фирмой «Армстронг-Уитворт». Орудиями типа Mark IX вооружались линейные корабли типов «Формидейбл», «Дункан» и «Кинг Эдуард VII», японский броненосец «Микаса», а также итальянские броненосцы типов «Реджина Маргерита» и «Реджина Елена».

## Конструкция орудия
Канал ствола орудия имел длину 40 калибров (от затвора до дульного среза) или 12190 мм (полная длина — 12610 мм, длина нарезной части 9820 мм). Вес снарядов — 385,6 кг, вес заряда 95,7 кг (71,8 кг облегчённый). Бронепробиваемость с 1000 ярдов — 795 мм. Максимальный угол вертикального наведения — 13,5°. Заряжание орудий осуществлялось при фиксированном угле вертикального наведения — 4,5°.

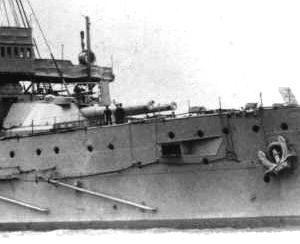
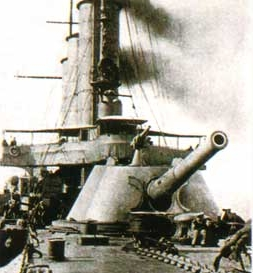
Экспортный вариант орудия на итальянском линкоре Vittorio Emanuele.
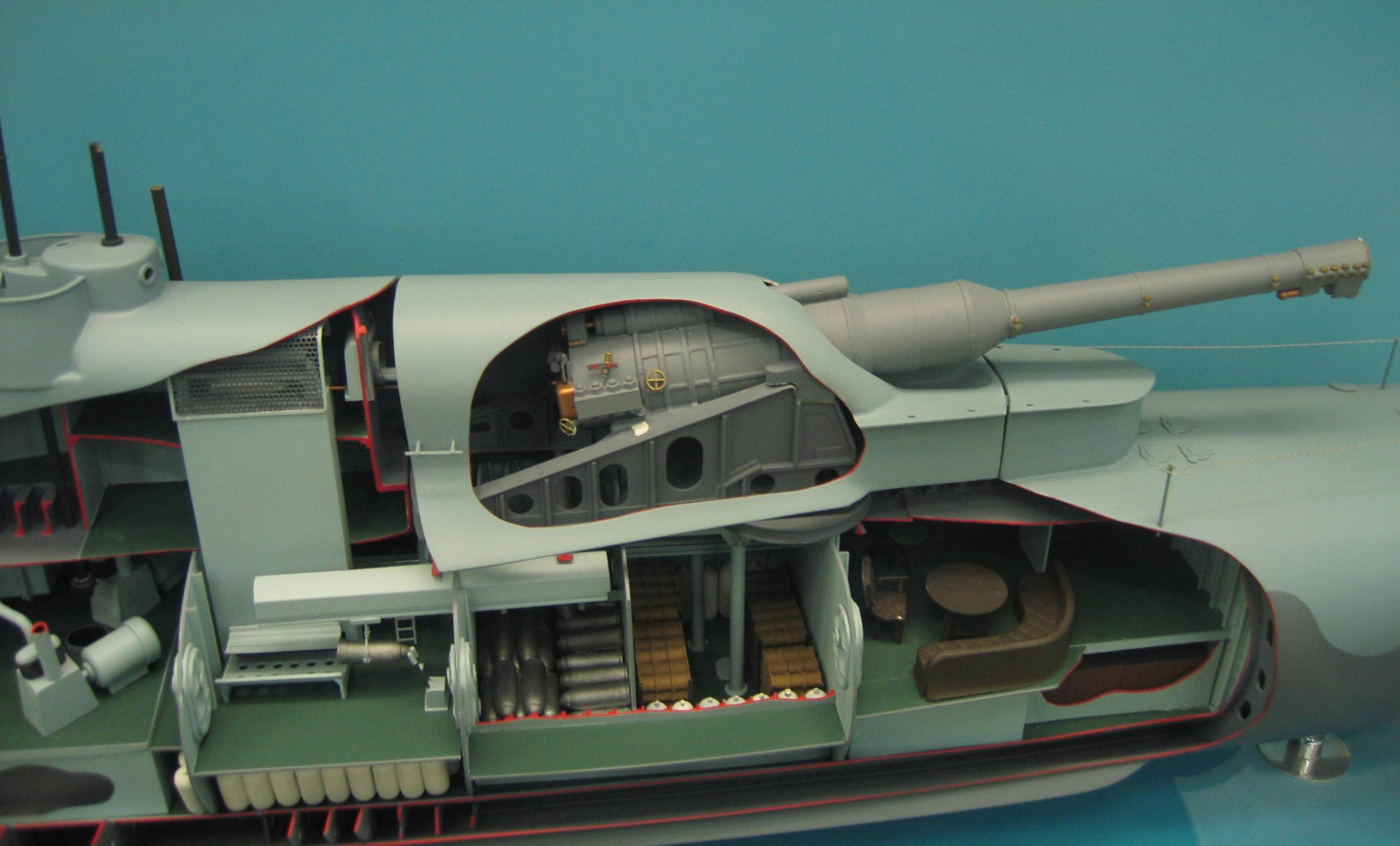
Установка орудия на погружающемся мониторе HMS M1.